# Соскин, Варлен Львович
Варле́н Льво́вич Со́скин (24 февраля 1925, Томск — 3 декабря 2021, Новосибирск) — советский и российский историк. Специалист по социальной истории советской культуры и интеллигенции России. Доктор исторических наук (1969), профессор (1970), заслуженный деятель науки РФ (1997). Ветеран Великой Отечественной войны.

## Биография
Участник Великой Отечественной войны. В 1952—1954 годах — лаборант, ассистент кафедры марксизма-ленинизма Кемеровского учительского (позднее — педагогического) института. В 1954—1956 годах — аспирант Новосибирского педагогического института. В 1957 году защитил кандидатскую диссертацию «Роль шефства города над деревней в борьбе КПСС за укрепление союза рабочего класса и крестьянства в восстановительный период (1921—1925 гг.)». В 1957—1959 годах — ассистент кафедры марксизма-ленинизма Новосибирского инженерно-строительного института.
С 1959 года — сотрудник Сибирского отделения АН СССР/РАН: старший научный сотрудник, заведующий сектором истории советской культуры, главный научный сотрудник Института истории, филологии и философии СО АН СССР (ныне —Институт истории СО РАН). В 1968 году защитил докторскую диссертацию «Культурное строительство Сибири (1917—1923 гг.)» (в двух томах).
Жена — Анна Наумовна Соскина (Солодкина) (1926—2018).
Скончался 3 декабря 2021 года на 97-м году жизни. Похоронен на Южном кладбище Новосибирска.

## Основные работы
- Очерки истории культуры Сибири в годы революции и Гражданской войны (конец (1917 — начало 1921 г.). Новосибирск, 1965;
- Культурная жизнь Сибири в первые годы новой экономической политики (1921—1923 гг.). Новосибирск, 1971;
- Российская советская культура. 1917—1927. Очерки социальной истории. Новосибирск, 2004.

### Воспоминания о войне
- Соскин В. Л. Русские в городе // НЕПРИДУМАННЫЕ РАССКАЗЫ О ВОЙНЕ[3]
- Соскин В. Л. Ощущение войны // НЕПРИДУМАННЫЕ РАССКАЗЫ О ВОЙНЕ[4]